# 자브노

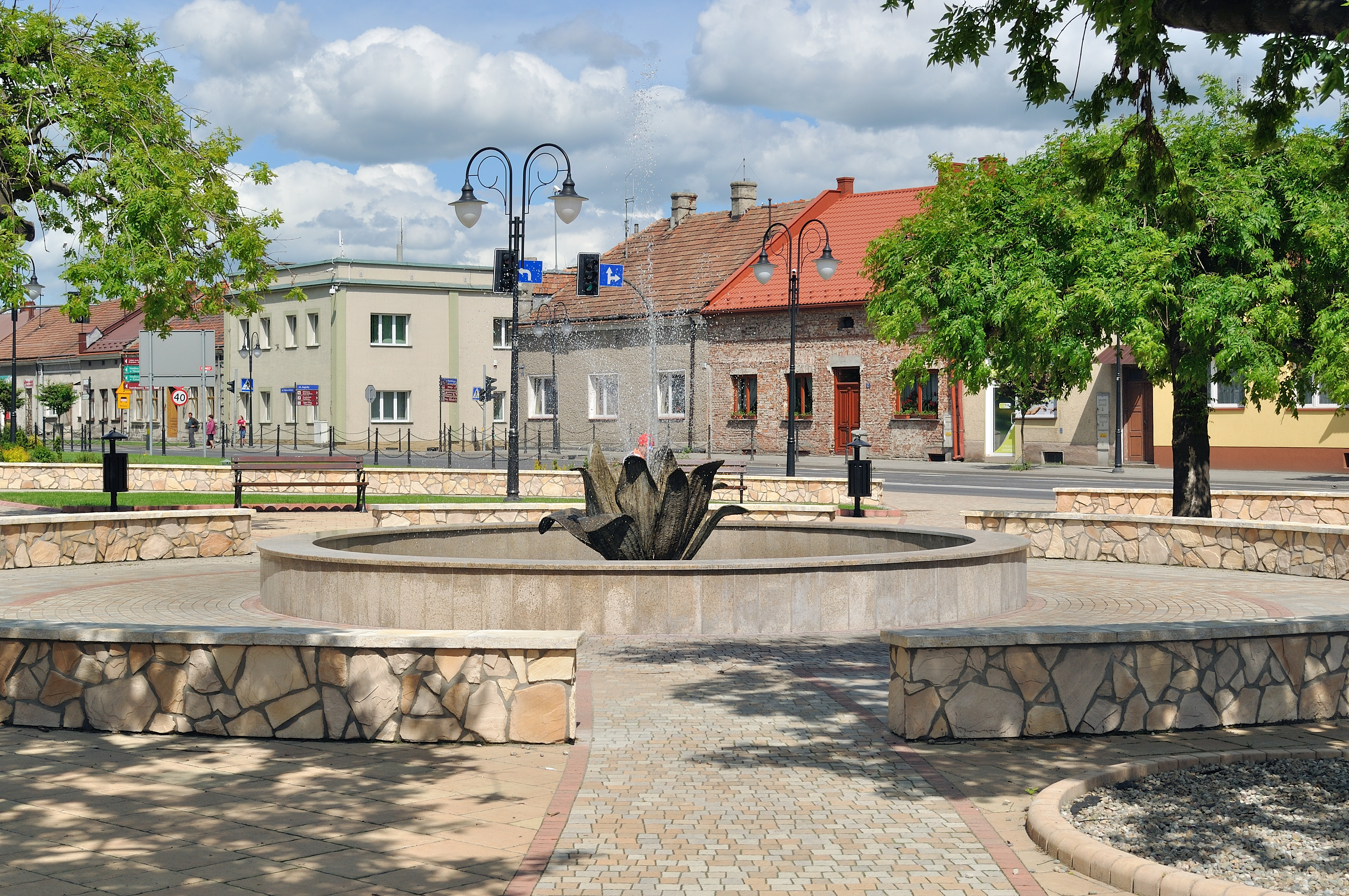
자브노 시장 광장

자브노(폴란드어: Żabno)는 폴란드 남부 마워폴스카주에 위치한 도시로 면적은 11.12km2, 높이는 183m, 인구는 4,271명(2006년 기준), 인구 밀도는 380명/km2이다. 타르누프에서 북쪽으로 9km 정도 떨어진 곳에 위치한다.

시기
시 문장